# 港珠澳大桥管理局
港珠澳大橋管理局，是由香港特別行政區政府、廣東省人民政府和澳門特別行政區政府舉辦的事業單位，主要承擔港珠澳大橋主體部分的建設、運營、維護和管理的組織實施等工作。

## 沿革
2003年8月，中华人民共和国国务院批复开展港珠澳大桥项目前期工作，同意成立由香港特别行政区政府作为召集人，广东省、香港特区、澳门特区三方组成的港珠澳大桥前期工作协调小组，专责协调港珠澳大桥前期工作。
2004年3月，粤港澳三方正式成立港珠澳大桥前期工作协调小组办公室。2006年12月，经中华人民共和国国务院，由国家发展和改革委员会牵头成立港珠澳大桥专责小组，负责协调大桥筹备中的重大问题。
2009年12月15日，港珠澳大桥正式开工。2010年7月27日，粤港澳三地共同组建港珠澳大桥管理局，作为大桥工程和运营管理机构。
根據港珠澳大橋的粵港澳三地政府協議，三地政府共同組建港珠澳大橋三地聯合工作委員會（三地委），港珠澳大橋管理局是三地委轄下的機構。港珠澳大桥管理局設1名局長以及3名副局長。管理局局长需由三方代表推薦後，再由廣東方提名，并由广东省交通运输厅任命。副局长則由三地政府各提名一人擔任。

## 机构设置
根据《港珠澳大桥管理局章程》，港珠澳大桥管理局设置下列机构：
- 计划咨询部
- 融资财务部
- 工程管理部
- 总工程师办公室
- 安全环保部
- 交通工程部
- 综合事务部
- 营运管理部
- 人工智能研发应用中心筹备组

## 历任领导
| 港珠澳大桥前期工作协调小组办公室主任 - 朱永灵（2004年3月－2010年7月） 港珠澳大桥管理局局长 - 朱永灵（2010年7月－2018年12月，兼局党委书记） - 郑顺潮（2018年12月至今，兼局党委书记） | 港珠澳大桥管理局行政总监 …… - 韋東慶（？年至今，兼局党委副书记） 港珠澳大桥管理局副局长 …… - 李競偉（？年至今，香港方代表） - 余烈（？年至今，廣東方代表） - 譚光民（？年至今，澳門方代表） |

## 外部連結
- 港珠澳大橋管理局官網 （页面存档备份，存于）